# 미래산업과학고등학교
미래산업과학고등학교(微來産業科學高等學校)는 대한민국 서울특별시 노원구 중계동에 있는 사립 고등학교이다.

## 학교 연혁
- 1992년 12월 11일 : 상명공업고등학교 설립인가 취득, 학교법인 민정학원 (설립자 김병옥 이사장)
- 1993년 8월 27일 : 상명공업고등학교 인가
- 1994년 2월 14일 : 신축 교사 준공(8182.28m2)
- 1994년 3월 1일 : 초대 김경태 교장 취임
- 1994년 3월 2일 : 개교, 신입생 6학급 입학
- 1997년 2월 14일 : 제1회 졸업생 309명 졸업
- 2001년 3월 23일 : 학교법인 미래(微來)학원으로 분리
- 2003년 2월 15일 : 미래산업과학고등학교(MIST) 교명 변경 선포
- 2010년 10월 4일 : 서울특별시교육청 특성화고등학교 지정 「발명 특허」 분야
- 2011년 8월 1일 : 「발명 특허」 특성화 학과개편 인가
- 2012년 7월 9일 : 특허청 지정 「발명 특허」 특성화고 선정
- 2015년 4월 1일 : 제7대 고관석 교장 취임
- 2015년 8월 20일 : 미래상상실 개관(디자인상상실, 3D/CNC모델링실)
- 2015년 8월 28일 : 발명경영과 학과승인 허가(1개반 26명)
- 2021년 1월 13일 : 제25회 졸업식(177명 총 6,793명)
- 2024년 3월 2일 : 개교 30주년

## 설치 학과
- 웹툰디자인과
- 메이커창작과
- 컴퓨터미디어과
- 인공지능콘텐츠과

## 참고 자료
- 미래산업과학고등학교 - 한국교육학술정보원 학교알리미